# Пернишки манастир
Пернишкият манастир „Свети Пантелеймон“ се намира в планината Голо бърдо, на около 2 км югоизточно от Перник в чертите на Специализираната болница за активно лечение на белодробни болести (СБАЛББ – Перник). Негов патрон е Свети Пантелеймон – закрилник на лекарите и акушерките.
Това е един от шестте манастира в планината, наред с Батановския манастир „Възнесение Господне“, Беловодския манастир „Св. вмчк Георги Победоносец“, Калкаски манастир „Св. Петка“, Радомирски манастир „Възнесение Господне“ и Студенечки манастир „Св. Пророк Илия“.
Според паметна плоча в манастира, той е основан през 926 година и в него са служили 20 монаси. През 1393 г. при падането на Пернишката крепост манастирът е опожарен, за да бъде възстановен едва през 1866 година. През 1908 година започва строежът на храма, а на 9 август 1921 година бива осветен.
Храмът представлява еднокорабна, едноапсидна постройка с две конхи и малък купол върху висок барабан. Две жилищни сгради в съседство на църквата са в лошо състояние.
В двора на църквата от южната страна е издигната малка камбанария, а от северната страна – старинен каменен надгробен кръст, чиито три рамена също образуват кръстове и завършват с по един букел. Хоризонталните рамене са вторично свързани с основата. Личи как едно от две хоризонталните рамена и горното рамо са били отчупени и впоследствие отново възстановени.
В североизточния ъгъл на храма, от външната страна на олтарната част, расте вековен ясен, за който се вярва, че има лечебна сила. По стара местна традиция, на храмовия празник на манастира по стар стил – вечерта на 26 срещу 27 юли, дворът на църквата се пълни с хора, дошли да пренощуват на целебното място.

## Галерия
- Сградата на църквата
- Храмовата икона
- Камбанарията
- Надробният кръст
- Ясенът до стената на храма